# Kanton La Conca-d’Oro
Der Kanton La Conca-d’Oro war bis 2015 ein französischer Wahlkreis im Arrondissement Calvi, im Département Haute-Corse und in der Region Korsika. Sein Hauptort war Oletta.
Der acht Gemeinden umfassende Kanton war 128,14 km² groß und hatte 4997 Einwohner (Stand: 2012).

## Gemeinden
| Gemeinde        | Einwohner | Code postal | Code Insee |
| --------------- | --------- | ----------- | ---------- |
| Barbaggio       | 164       | 20253       | 2B029      |
| Farinole        | 179       | 20253       | 2B109      |
| Oletta          | 830       | 20232       | 2B185      |
| Olmeta-di-Tuda  | 291       | 20232       | 2B188      |
| Patrimonio      | 645       | 20253       | 2B205      |
| Poggio-d’Oletta | 140       | 20232       | 2B239      |
| Saint-Florent   | 1474      | 20217       | 2B298      |
| Vallecalle      | 109       | 20232       | 2B333      |